# Спіді Гонщик
«Спіді Гонщик» (англ. Speed Racer) — сімейний спортивний фільм 2008 року.

## Сюжет
Автогонщик Спіді прагне знайти славу, як на самому треку, так і за його межами. На своєму, подібному блискавці, автомобілі «Мак-5», він готовий мчатися до популярності будь-якими дорогами.

## Акторський склад
- Еміль Гірш — Спіді Гонщик
- Ніколас Еліа — юний Спіді
- Крістіна Річчі — Тріксі, подруга Спіді
- Аріель Вінтер — юна Тріксі
- Джон Гудмен — гонщик, батько Спіді
- Сюзен Серендон — мама-гонщиця, мати Спіді
- Метью Фокс — таємничий Гонщик Ікс у масці
- Роджер Аллам — Арнольд Роялтон, генеральний директор Royalton Industries
- Полі Літт — гонщик Спрітл, молодший брат Спіді
- Бенно Фюрманн — інспектор-детектор, керівник відділу корпоративних злочинів Центрального розвідувального бюро
- Санада Хіроюкі — пан Муся, президент і генеральний директор Musha Motors
- Рейн — Тейджо Тогокан, гонщик-новачок
- Річард Раундтрі — Бен Бернс, коментатор перегонів, колишній чемпіон
- Кик Гаррі — Спаркі, механік та найкращий друг Спіді
- Джон Бенфілд — Кранчер Блок, організатор перегонів та лідер банди
- Крістіан Олівер — Снейк Ойлер, гонщик, який носить спортивний одяг зі зміїної шкіри
- Ральф Герфорт — Гарматне ядро / Джек Тейлор, суперзірковий гонщик-чемпіон
- Скотт Портер — Рекс Рейсер, загиблий старший брат, кумир Спіді
- Юй Нань — Хоруко Тогокан, сестра Тейджо Тогокана
- Найо Воллес — Мінкс, науковиця, подруга Гонщика Ікс
- Мельвіль Пупо — Гудбой / Джонні Джонс, коментатор перегонів
- Рамон Тікарам — диктор Каса Крісто
- Бен Майлз — Кесс Джонс
- Пітер Фернандес — місцевий диктор
- Косма Шива Гаґен — Дженні
- Моріц Бляйбтрой — Сірий Привид, французький гонщик, якому доручено знищити Спіді
- Карл Юн — охоронець Тейджо
- Джун Парк — Каккоі Тепподама, японський гонщик, «Водій якудза»
- Того Ігава — Тецуа Тогокан, батько Тейджо й Хоруко, суперник Роялтона й Муся
- Чім-Чім, улюбленця Спрайтла, шимпанзе та найкращого друга, зображено двома шимпанзе: Кензі та Віллі

Артисти оригінального англійського дубляжу серіалу Пітер Фернандес і Корінн Орр виступають як диктори гонок. Андрес Кантор також знімається в епізодичній ролі як диктор іспаномовної гонки. Венесуельська професійна гонщиця Мілка Дуно також знімається в епізодичній ролі Коробки передач / Келлі Калінкової, гонщиці Гран-прі, якій доручено усунути Спіді в обмін на винагороду в мільйон доларів від Роялтона.